# Michal Dlouhý (historik)
Michal Dlouhý (* 4. listopadu 1962 Kutná Hora) je český právník, policista, amatérský historik a spisovatel, specializující se na historii českého četnictva a kriminalistiky. V letech 2011-2021 byl ředitelem Pyrotechnické služby Policie ČR. Poté se stal dokumentátorem v Muzeu Policie ČR v Praze.
Je autorem řady odborných prací i populárně naučných knih z oblasti svého oboru a odborným konzultantem a spoluautorem předloh k seriálům Četnické humoresky a Zločiny Velké Prahy. V listopadu 2011 obdržel od občanského sdružení Asociace nositelů legionářských tradic cenu Český patriot za publicistickou a výchovně-vzdělávací činnost v oblasti české historie.